# Филиал МГУ имени М. В. Ломоносова в Баку
Бакинский филиал МГУ имени М. В. Ломоносова — структурное подразделение Московского государственного университета имени М. В. Ломоносова на территории Азербайджанской Республики.

## История
Филиал МГУ имени М. В. Ломоносова в городе Баку был создан постановлением Президента Азербайджанской Республики от 15 января 2008 года № 2621 и приказом ректора МГУ имени М. В. Ломоносова от 25 сентября 2007 года. Официальная церемония открытия университета состоялась 27 февраля 2009 года.
В первый год открытия университета обучение велось на трёх факультетах: филология, прикладная математика и химический факультет. В 2009 году был открыт факультет психологии. В сентябре 2012 года открыт экономический факультет. В 2016 также был открыт физический факультет.
В 2016 году открыта магистратура экономического факультета. В 2020 году открыта магистратура на факультете физики по направлениям «Физика наночастиц» и «Физика биологических систем».

## Общие сведения
Преподавание ведётся основе на основе учебных планов и программ МГУ.
26 сентября 2012 года состоялось открытие нового кампуса Бакинского филиала МГУ в пос. Ходжасан на площади 5 гектар. В кампус входят учебный комплекс, спортивный комплекс, общежитие для студентов и преподавателей.
В учебном корпусе действуют 22 лаборатории.
На декабрь 2023 года в университете обучается 446 студентов и 64 магистранта.
Обучение в университете ведётся на русском языке для степеней бакалавра и магистра.
На всех факультетах действует магистратура.
Ректором филиала является доктор филологических наук, профессор, вице-президент Национальной академии наук Азербайджана, академик Наргиз Пашаева.

## Факультеты
На декабрь 2023 года действуют:
- Филологический факультет
- Факультет прикладной математики
- Химический факультет
- Факультет психологии
- Экономический факультет
- Физический факультет

## Инфраструктура
Библиотечный фонд составляет 50 000 книг, в том числе раритетные издания 19 века.
В библиотеке предоставляется доступ к международной платформе статей научных журналов с индексом цитирования Clarivate Analytics (Web of Science), реферативной базе данных Scopus, системе ScienceDirect издательства Elsevier.
Предоставляется доступ к полным текстам журналов Американского химического общества, Королевского химического общества, Американского института физики, Оксфордского университета, Кембриджского университета, издательств Carl Beck Papers, Cell Press, Elsevier, Nature Publishing Group, Springer, Taylor & Francis, патентной базе компании Questel.
Также предоставляется доступ к электронным каталогам и электронным библиотекам Азербайджанской национальной библиотеки им. М.Ф.Ахундова, Президентской библиотеки Азербайджана, Научной библиотеки МГУ им. М.В.Ломоносова
Действуют два читальных зала.

## Деятельность
20-29 июля 2015 года в университете проведена 47-я международная химическая олимпиада. В олимпиаде участвовало 300 участников из 75 стран мира. По результатам олимпиады вручены 190 медалей.
За период функционирования филиала в нём прочитало лекции около 1500 преподавателей МГУ.

## Международное сотрудничество
Филиал МГУ сотрудничает с зарубежными учебными центрами, такими как Институт физики имени Б. И. Степанова Национальной академии наук Беларуси, итальянский Институт прикладной физики «Nello Carrara», Оксфордский университет.